# چتین زیبک
چتین زیبک (ترکی استانبولی: Çetin Zeybek؛ ۱۲ سپتامبر ۱۹۳۲ – ۱۰ نوامبر ۱۹۹۰) بازیکن فوتبال اهل ترکیه بود.
از باشگاه‌هایی که در آن بازی کرده‌است می‌توان به باشگاه فوتبال قاسم‌پاشا اسپور اشاره کرد.
وی همچنین در تیم ملی فوتبال ترکیه بازی کرده‌است.